# Élections législatives luxembourgeoises de 1974
Les élections législatives de 1974 (en luxembourgeois : Chamberwale vum 26. Mee 1974 et en allemand : Kammerwahl vom 26. Mai 1974) ont eu lieu le 26 mai 1974 afin de désigner les cinquante-neuf députés de la législature 1974-1979 de la Chambre des députés du Luxembourg.

## Résultats

### Résultats nationaux
|                          |                                                |           |       |      |        |     |  |  |  |  |  |  |  |  |
| Partis                   | Partis                                         | Voix      | %     | +/-  | Sièges | +/- |  |  |  |  |  |  |  |  |
|                          | Parti ouvrier socialiste luxembourgeois (LSAP) | 875 881   | 29,15 | 3,10 | 17     | 1   |  |  |  |  |  |  |  |  |
|                          | Parti populaire chrétien-social (CSV)          | 836 990   | 27,85 | 7,42 | 18     | 3   |  |  |  |  |  |  |  |  |
|                          | Parti démocratique (DP)                        | 668 043   | 22,23 | 5,66 | 14     | 3   |  |  |  |  |  |  |  |  |
|                          | Parti communiste luxembourgeois (KPL)          | 314 635   | 10,47 | 5,04 | 5      | 1   |  |  |  |  |  |  |  |  |
|                          | Parti social-démocrate (SdP)                   | 276 495   | 9,20  | 9,20 | 5      | Nv. |  |  |  |  |  |  |  |  |
|                          | Parti libéral (LPL)                            | 18 502    | 0,62  | 0,62 | 0      | Nv. |  |  |  |  |  |  |  |  |
|                          | Ligue communiste révolutionnaire (LCR)         | 14 692    | 0,49  | 0,49 | 0      | Nv. |  |  |  |  |  |  |  |  |
| Total des voix           | Total des voix                                 | 3 005 238 | 100   |      |        |     |  |  |  |  |  |  |  |  |
|                          |                                                |           |       |      |        |     |  |  |  |  |  |  |  |  |
| Votes valides            | Votes valides                                  | 175 376   | 94,53 |      |        |     |  |  |  |  |  |  |  |  |
| Votes blancs et nuls     | Votes blancs et nuls                           | 10 151    | 5,47  |      |        |     |  |  |  |  |  |  |  |  |
| Total                    | Total                                          | 185 527   | 100   | -    | 59     | 3   |  |  |  |  |  |  |  |  |
| Abstentions              |                                                |           |       |      |        |     |  |  |  |  |  |  |  |  |
| Inscrits / Participation |                                                |           |       |      |        |     |  |  |  |  |  |  |  |  |

### Résultats par circonscription
| Sud Est Centre Nord |

| Circonscriptions         | Circonscriptions | Sud       | Sud       | Sud    | Sud           | Est     | Est     | Est    | Est           | Centre    | Centre    | Centre | Centre        | Nord    | Nord    | Nord   | Nord          |
| ------------------------ | ---------------- | --------- | --------- | ------ | ------------- | ------- | ------- | ------ | ------------- | --------- | --------- | ------ | ------------- | ------- | ------- | ------ | ------------- |
|                          |                  |           |           |        |               |         |         |        |               |           |           |        |               |         |         |        |               |
| Sièges                   | Sièges           | 24        | 24        | 24     | 1             | 6       | 6       | 6      | en stagnation | 20        | 20        | 20     | 2             | 9       | 9       | 9      | en stagnation |
|                          |                  |           |           |        |               |         |         |        |               |           |           |        |               |         |         |        |               |
|                          |                  | Nombre    | Nombre    | %      | %             | Nombre  | Nombre  | %      | %             | Nombre    | Nombre    | %      | %             | Nombre  | Nombre  | %      | %             |
| Total des voix           | Total des voix   | 1 578 395 | 1 578 395 | 100,00 | 100,00        | 111 326 | 111 326 | 100,00 | 100,00        | 1 074 204 | 1 074 204 | 100,00 | 100,00        | 241 313 | 241 313 | 100,00 | 100,00        |
| Valides                  | Valides          | 70 100    | 70 100    | 94,37  | 94,37         | 19 449  | 19 449  | 94,21  | 94,21         | 57 564    | 57 564    | 94,98  | 94,98         | 28 263  | 28 263  | 94,22  | 94,22         |
| Blancs et nuls           | Blancs et nuls   | 4 179     | 4 179     | 5,63   | 5,63          | 1 195   | 1 195   | 5,79   | 5,79          | 3 043     | 3 043     | 5,02   | 5,02          | 1 734   | 1 734   | 5,78   | 5,78          |
| Votants                  | Votants          | 74 279    | 74 279    | 100,00 | 100,00        | 20 644  | 20 644  | 100,00 | 100,00        | 60 607    | 60 607    | 100,00 | 100,00        | 29 997  | 29 997  | 100,00 | 100,00        |
| Abstentions              |                  |           |           |        |               |         |         |        |               |           |           |        |               |         |         |        |               |
| Inscrits / Participation |                  |           |           |        |               |         |         |        |               |           |           |        |               |         |         |        |               |
|                          |                  |           |           |        |               |         |         |        |               |           |           |        |               |         |         |        |               |
| Partis                   | Partis           | Voix      | %         | Sièges | +/−           | Voix    | %       | Sièges | +/−           | Voix      | %         | Sièges | +/−           | Voix    | %       | Sièges | +/−           |
|                          | CSV              | 401 606   | 25,44     | 6      | 1             | 40 758  | 36,61   | 2      | 1             | 296 450   | 27,60     | 6      | 1             | 98 176  | 40,68   | 4      | en stagnation |
|                          | LSAP             | 554 682   | 35,14     | 9      | en stagnation | 19 311  | 17,35   | 1      | en stagnation | 252 208   | 23,48     | 5      | en stagnation | 49 680  | 20,59   | 2      | 1             |
|                          | DP               | 213 664   | 13,54     | 3      | 1             | 29 296  | 26,32   | 2      | en stagnation | 370 193   | 34,46     | 7      | 2             | 54 890  | 22,75   | 2      | en stagnation |
|                          | KPL              | 249 823   | 15,83     | 4      | 1             | 3 154   | 2,83    | 0      | en stagnation | 54 782    | 5,10      | 1      | en stagnation | 6 876   | 2,85    | 0      | en stagnation |
|                          | SdP              | 150 335   | 9,53      | 2      | 2             | 18 807  | 16,89   | 1      | 1             | 76 551    | 7,13      | 1      | 1             | 30 802  | 12,76   | 1      | 1             |
|                          | LPL              |           |           |        |               |         |         |        |               | 18 502    | 1,72      | 0      | Nv            |         |         |        |               |
|                          | LCR              | 8 285     | 0,53      | 0      | Nv            | 5 518   | 0,51    | 0      | Nv            | 889       | 0,37      | 0      | Nv            |         |         |        |               |

### Composition de la Chambre des députés
| Sud | Est | Centre | Nord |
| --- | --- | --- | --- |
| 1. Albert Berchem (DP) 2. Benny Berg (LSAP) 3. Nicolas Birtz (LSAP) 4. Joseph Brebsom (LSAP) 5. René Bürger (CSV) 6. Jean Dupong (CSV) 7. Marcel Flammang (KPL) 8. Marthe Bigelbach-Fohrmann (LSAP) 9. Jean-Pierre Glesener (CSV) 10. Joseph Grandgenet (KPL) 11. Joseph Haupert (LSAP) 12. Marcel Knauf (LSAP) 13. Roger Krier (LSAP) 14. Joseph Lucius (CSV) 15. Astrid Lulling (SdP) 16. Marcel Mart (DP) 17. René Mart (DP) 18. Dominique Meis (KPL) 19. Jacques Poos (LSAP) 20. Roger Schleimer (SdP) 21. Jean Spautz (CSV) 22. Arthur Useldinger (KPL) 23. Raymond Vouel (LSAP) 24. Jean Wolter (CSV) | 1. Jean-Pierre Buchler (CSV) 2. Georges Hurt (SdP) 3. Robert Schaffner (DP) 4. Marcel Schlechter (LSAP) 5. Jean-Pierre Urwald (CSV) 6. Charles Wagner (LSAP) | 1. Léon Bollendorff (CSV) 2. Albert Bousser (SdP) 3. René Van den Bulcke (LSAP) 4. Emile Burggraff (CSV) 5. Colette Flesch (DP) 6. Pierre Grégoire (CSV) 7. Jean Gremling (LSAP) 8. Camille Hellinckx (DP) 9. René Hengel (LSAP) 10. René Konen (DP) 11. Émile Krieps (DP) 12. Robert Krieps (LSAP) 13. Georges Margue (CSV) 14. Camille Polfer (DP) 15. Jacques Santer (CSV) 16. Eugène Schaus (DP) 17. Gaston Thorn (DP) 18. Dominique Urbany (KPL) 19. Pierre Werner (CSV) 20. Joseph Wohlfart (LSAP) | 1. Victor Abens (LSAP) 2. Henry Cravatte (SdP) 3. Emile Gerson (CSV) 4. Frankie Hansen (LSAP) 5. Edouard Ernest Juncker (CSV) 6. Camille Ney (CSV) 7. Alex Wantz (DP) 8. Jean Winkin (CSV) 9. Frank Wolff (DP) |